# Халили, Карим (биатлонист)
Кари́м Халили́, полное имя Саи́д Каримулла́ Саи́д Вахидулла́ Халили́ (род. 2 сентября 1998, Сергиев Посад, Московская область) — российский биатлонист. Бронзовый призёр Олимпийских игр в эстафете (2022), бронзовый призёр чемпионата мира (2021) в эстафете, чемпион России (2024) в спринте, масс-старте и марафоне (40 км). Многократный призёр чемпионатов Европы и молодёжных чемпионатов мира и Европы. Призёр Юношеских Олимпийских игр 2016 года.

## Биография
Отец спортсмена в 1993 году перебрался из Афганистана в Россию, где получил инженерное образование. Мать — преподаватель французского языка.
Тренируется в спортивной школе олимпийского резерва «Юность Москвы» (тренер Елена Агаркова).

### Спортивные результаты
На Кубке мира дебютировал 9 января 2020 года в Оберхофе (61-е место в спринте). Два дня спустя в эстафете вместе с Евгением Гараничевым, Никитой Поршневым и Эдуардом Латыповым занял четвёртое место.
В гонку преследования впервые отобрался 12 марта 2020 года в рамках заключительного этапа Кубка мира 2019/20 в Контиолахти. Первые очки в карьере набрал в последней гонке сезона 14 марта 2020, заняв 25-е место.
На чемпионате мира в Поклюке 17 февраля 2021 года занял 6 место в индивидуальной гонке на 20 км, не допустив ни одного промаха, таким образом установив свой личный рекорд. А 20 февраля вместе с Матвеем Елисеевым, Александром Логиновым и Эдуардом Латыповым занял третье место в эстафетной гонке.
На Кубке мира одержал победу 15 января 2022 года в мужской эстафете вместе с Даниилом Серохвостовым, Александром Логиновым и Максимом Цветковым.
В личных же гонках впервые попал на подиум (3 место) 5 дней спустя, 20 января 2022, в индивидуальной гонке в Антресельве. Победу в этой гонке (2-ю личную) одержал другой россиянин — Бабиков.
На Олимпийских играх в Пекине (2022) завоевал бронзовую медаль в составе эстафетной команды.
6 марта 2022 года занял 4-е место в 50-километровом лыжном Дёминском марафоне, уступив только трёхкратному олимпийскому чемпиону Александру Большунову, трёхкратному призёру чемпионатов мира Глебу Ретивых и чемпиону Универсиады Раулю Шакирзянову, но опередив на финише, например, олимпийского чемпиона Алексея Червоткина.
По итогам сезона 2022/2023 стал обладателем Кубка России по биатлону.
25 марта 2024 года стал чемпионом России в спринте, 30 марта — в масс-старте, 4 апреля — в 40-километровом марафоне.

### Личная жизнь
1 августа 2024 года женился на российской биатлонистке Анастасии Гореевой.

## Государственные награды и спортивные звания
- Медаль ордена «За заслуги перед Отечеством» II степени (25 февраля 2022 года) — за высокие спортивные достижения, волю к победе, стойкость и целеустремлённость, проявленные на XXIIV Олимпийских зимних играх 2022 года в городе Пекине (Китайская Народная Республика)[10];
- Заслуженный мастер спорта России (2022).

## Результаты на крупнейших соревнованиях

### Олимпийские игры
| ОИ         | Инд | Спр | Пр | МС | Эст | СМ |
| ---------- | --- | --- | -- | -- | --- | -- |
| Пекин 2022 | 34  | —   | —  | —  | 3   | —  |

### Чемпионаты мира
| ЧМ           | Инд | Спр | Пр | МС | Эст | СМ | ОСЭ |
| ------------ | --- | --- | -- | -- | --- | -- | --- |
| Поклюка 2021 | 6   | 64  | —  | 20 | 3   | —  | ―   |

## Результаты выступлений в Кубке мира
| 2021/2022 Итоги | 2021/2022 Итоги | Эстерсунд | Эстерсунд | Эстерсунд | Эстерсунд | Эстерсунд | Хохфильцен | Хохфильцен | Хохфильцен | Анси | Анси | Анси | Оберхоф | Оберхоф | Оберхоф | Оберхоф | Рупольдинг | Рупольдинг | Рупольдинг | Антхольц | Антхольц | Антхольц | ОИ Пекин (*) | ОИ Пекин (*) | ОИ Пекин (*) | ОИ Пекин (*) | ОИ Пекин (*) | ОИ Пекин (*) | Контиолахти | Контиолахти | Контиолахти | Отепя | Отепя | Отепя | Отепя | Холменколлен | Холменколлен | Холменколлен |
| Очков           | Место           | Инд       | Спр       | Спр       | Эст       | Пр        | Спр        | Пр         | Эст        | Спр  | Пр   | МС   | Спр     | См      | Осм     | Пр      | Спр        | Эст        | Пр         | Инд      | МС       | Эст      | См           | Инд          | Спр          | Пр           | Эст          | МС           | Эст         | Спр         | Пр          | Спр   | МС    | См    | Осм   | Спр          | Пр           | МС           |
| 222             | 30              | 27        | 43        | 33        | 3         | 40        | 25         | 20         | 3          | 11   | 8    | 25   | 45      | —       | —       | 20      | 35         | 1          | 30         | 3        | —        | —        | —            | 34           | —            | —            | 3            | —            | —           | —           | —           | —     | —     | —     | —     | —            | —            | —            |

| 2020/2021 Итоги | 2020/2021 Итоги | Контиолахти | Контиолахти | Контиолахти | Контиолахти | Контиолахти | Хохфильцен | Хохфильцен | Хохфильцен | Хохфильцен | Хохфильцен | Хохфильцен | Оберхоф | Оберхоф | Оберхоф | Оберхоф | Оберхоф | Оберхоф | Оберхоф | Антхольц | Антхольц | Антхольц | ЧМ Поклюка | ЧМ Поклюка | ЧМ Поклюка | ЧМ Поклюка | ЧМ Поклюка | ЧМ Поклюка | ЧМ Поклюка | Нове-Место | Нове-Место | Нове-Место | Нове-Место | Нове-Место | Нове-Место | Нове-Место | Эстерсунд | Эстерсунд | Эстерсунд |
| Очков           | Место           | Инд         | Спр         | Спр         | Эст         | Пр          | Спр        | Эст        | Пр         | Спр        | Пр         | МС         | Спр     | Пр      | См      | ОСм     | Спр     | Эст     | МС      | Инд      | МС       | Эст      | См         | Спр        | Пр         | Инд        | ОСм        | Эст        | МС         | Эст        | Спр        | Пр         | Спр        | Пр         | См         | ОСм        | Спр       | Пр        | МС        |
| 111             | 46              | —           | —           | —           | —           | —           | 71         | —          | —          | 73         | —          | —          | —       | —       | —       | —       | —       | —       | —       | —        | —        | —        | —          | 64         | —          | 6          | —          | 3          | 20         | 2          | 16         | 36         | 38         | 22         | —          | —          | 68        | —         | —         |

| 2019/2020 Итоги | 2019/2020 Итоги | Эстерсунд | Эстерсунд | Эстерсунд | Эстерсунд | Эстерсунд | Хохфильцен | Хохфильцен | Хохфильцен | Анси | Анси | Анси | Оберхоф | Оберхоф | Оберхоф | Рупольдинг | Рупольдинг | Рупольдинг | Поклюка | Поклюка | Поклюка | Поклюка | ЧМ Антхольц | ЧМ Антхольц | ЧМ Антхольц | ЧМ Антхольц | ЧМ Антхольц | ЧМ Антхольц | ЧМ Антхольц | Нове-Место | Нове-Место | Нове-Место | Контиолахти | Контиолахти | Контиолахти | Контиолахти | Холменколлен | Холменколлен | Холменколлен |
| Очков           | Место           | Сусм      | См        | Спр       | Инд       | Эст       | Спр        | Пр         | Эст        | Спр  | Пр   | МС   | Спр     | МС      | Эст     | Спр        | Эст        | Пр         | Сусм    | См      | Инд     | МС      | См          | Спр         | Пр          | Инд         | Сусм        | Эст         | МС          | Спр        | Эст        | МС         | Спр         | Пр          | Сусм        | См          | Спр          | Пр           | МС           |
| 16              | 77              | —         | —         | —         | —         | —         | —          | —          | —          | —    | —    | —    | 61      | —       | 4       | 68         | —          | —          | —       | —       | —       | —       | —           | —           | —           | —           | —           | —           | —           | 44         | 4          | —          | 42          | 25          | отм         | отм         | отм          | отм          | отм          |